# Father Mother Sister Brother
Pour plus de détails, voir Fiche technique et Distribution.
Father Mother Sister Brother est un film multinational écrit et réalisé par Jim Jarmusch et dont la sortie est prévue en 2025. Il s'agit d'un film à sketches mettant en scène une distribution d'ensemble composée de Cate Blanchett, Vicky Krieps, Adam Driver, Mayim Bialik, Tom Waits, Charlotte Rampling, Indya Moore and Luka Sabbat.
Il sera présenté à la Mostra de Venise 2025.

## Synopsis
Composé de trois histoires, le film se focalise sur les relations entre des adultes et leurs parents.

## Fiche technique
Sauf indication contraire, les informations mentionnées dans cette section peuvent être confirmées par les bases de données cinématographiques IMDb et Allociné,  présentes dans la section « Liens externes ».
- Titre original : Father Mother Sister Brother
- Réalisation et scénario : Jim Jarmusch
- Décors : Marco Bittner Rosser et Mark Friedberg
- Costumes : Catherine George
- Photographie : Frederick Elmes et Yorick Le Saux
- Montage : Affonso Gonçalves
- Musique : Jim Jarmusch
- Décors : Marco Bittner Rosser et Mark Friedberg
- Costumes : Catherine George
- Photographie : Frederick Elmes et Yorick Le Saux
- Montage : Affonso Gonçalves
- Production : Joshua Astrachan, Charles Gillibert, Carter Logan et Atilla Salih Yücer
  - coproduction : Conor Barry, Richard Bolger, Arielle De Saint Phalle, Marieke Tricoire et Derrick Tseng
- Sociétés de production : Exoskeleton, Animal Kingdom, CG Cinema, Cinema Inutile, Hail Mary Pictures, Saint Laurent et The Apartment
- Société de distribution : MUBI (États-Unis), Les Films du losange (France)
- Pays de production :  États-Unis,  France,  Irlande,  Italie,  Japon
- Langue originale : anglais
- Format : couleur
- Genre : comédie dramatique, film à sketches
- Durée : 110 minutes
- Dates de sortie[1] : Dates sujettes à modification
  - Italie : 31 août 2025 (Mostra de Venise)
  - États-Unis : 3 octobre 2025 (festival de New York)
  - France : 7 janvier 2026[2]
- Classification[3] :
  - États-Unis : R

## Distribution
- Cate Blanchett : Lilith
- Vicky Krieps : Timothea
- Adam Driver : Jeff
- Charlotte Rampling
- Tom Waits
- Mayim Bialik : Emily
- Indya Moore : Skye
- Luka Sabbat : Billy
- Françoise Lebrun
- Sarah Greene

## Production

### Genèse et développement
Lors du Outlook Festival en avril 2023, Jim Jarmusch déclare qu'il travaille sur un nouveau film qui sera « un film très subtil ; c'est très calme ».
Il laisse entendre que le film pourrait ne pas contenir de musique : « Je pense que le film que nous préparons actuellement pour le tournage de cette année ne comportera probablement pas de musique […] Et je pense que la musique pourrait trop faire bouger les choses dans un sens – c'est un film drôle et triste, non ? Les deux sont en quelque sorte intégrés. Je ne sais pas si je veux avoir de la musique pour ajouter autre chose ».
En novembre 2023, on apprend que le titre du film sera Father, Mother, Sister, Brother et que Jarmusch prévoit de tourner le film au début de l'année 2024 à Paris,.
En décembre 2023, on apprend que le film serait produit par Exoskeleton avec Animal Kingdom et CG Cinema.

### Attribution des rôles
En décembre 2023, le magazine Madame Figaro évoque les retrouvailles prochaines de Cate Blanchett avec Jim Jarmusch.
En janvier 2024, des photos du tournage confirment la participation de Cate Blanchett et montrent que Vicky Krieps et Charlotte Rampling rejoignent le tournage. De plus, huit ans après avoir tenu le rôle principal de Paterson, Adam Driver retrouve le cinéaste et complète le casting.

### Tournage
Le tournage débute en novembre 2023 à West Milford dans l'État américain du New Jersey et continue au début de l'année 2024 en Irlande et à Paris,.

## Sélection
- Mostra de Venise 2025 : en compétition pour le Lion d'or